# Liste de villes de Géorgie

Carte de Géorgie

Villes de Géorgie par taille de la population en 2014

La liste de villes de Géorgie comprend trois listes incluant les deux territoires disputés du pays, l'Abkhazie et l'Ossétie du Sud. Bien que non reconnues par la plupart des pays, l’Abkhazie et l’Ossétie du Sud sont de facto indépendantes depuis respectivement 1992 et 1991 et occupées par la Russie depuis 2008 lors de la deuxième guerre d'Ossétie du Sud.

## Villes de Géorgie

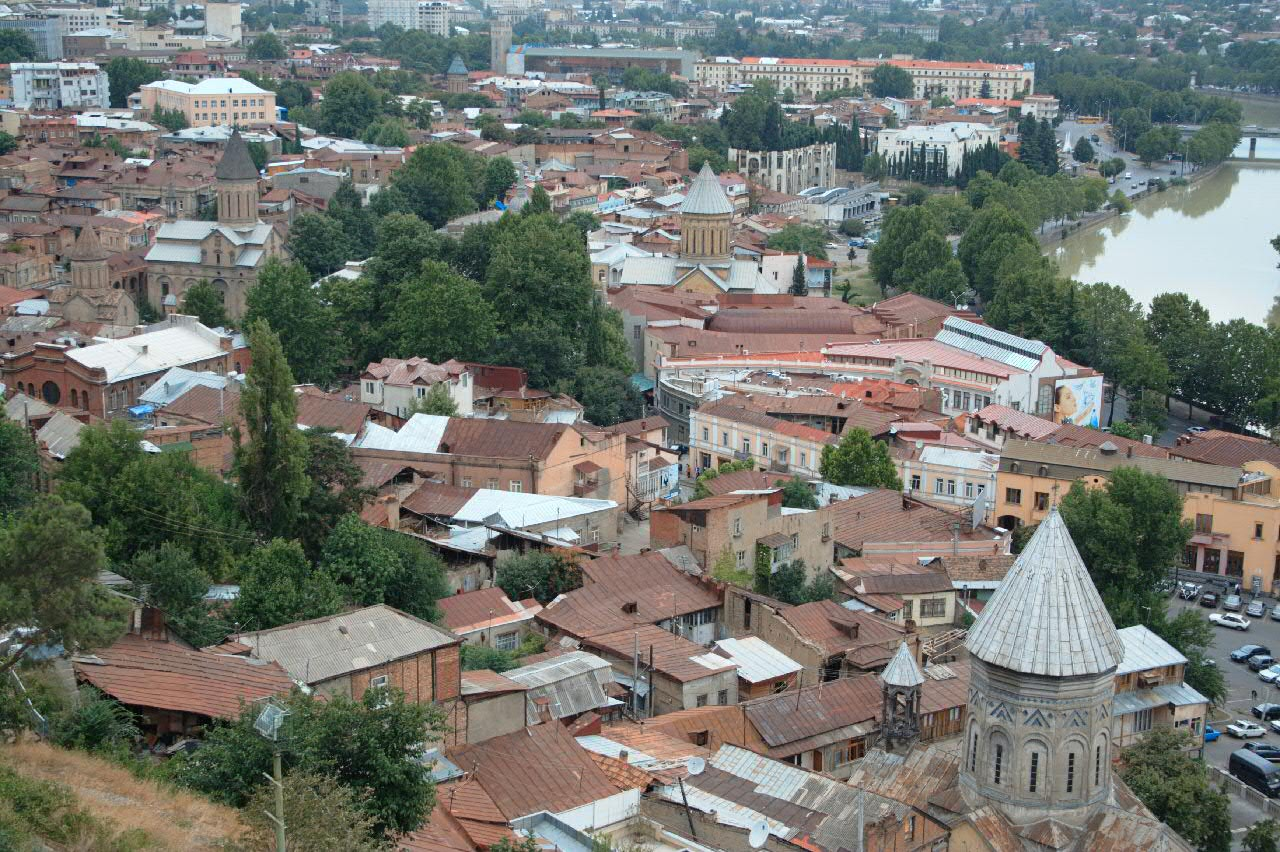
Tbilissi

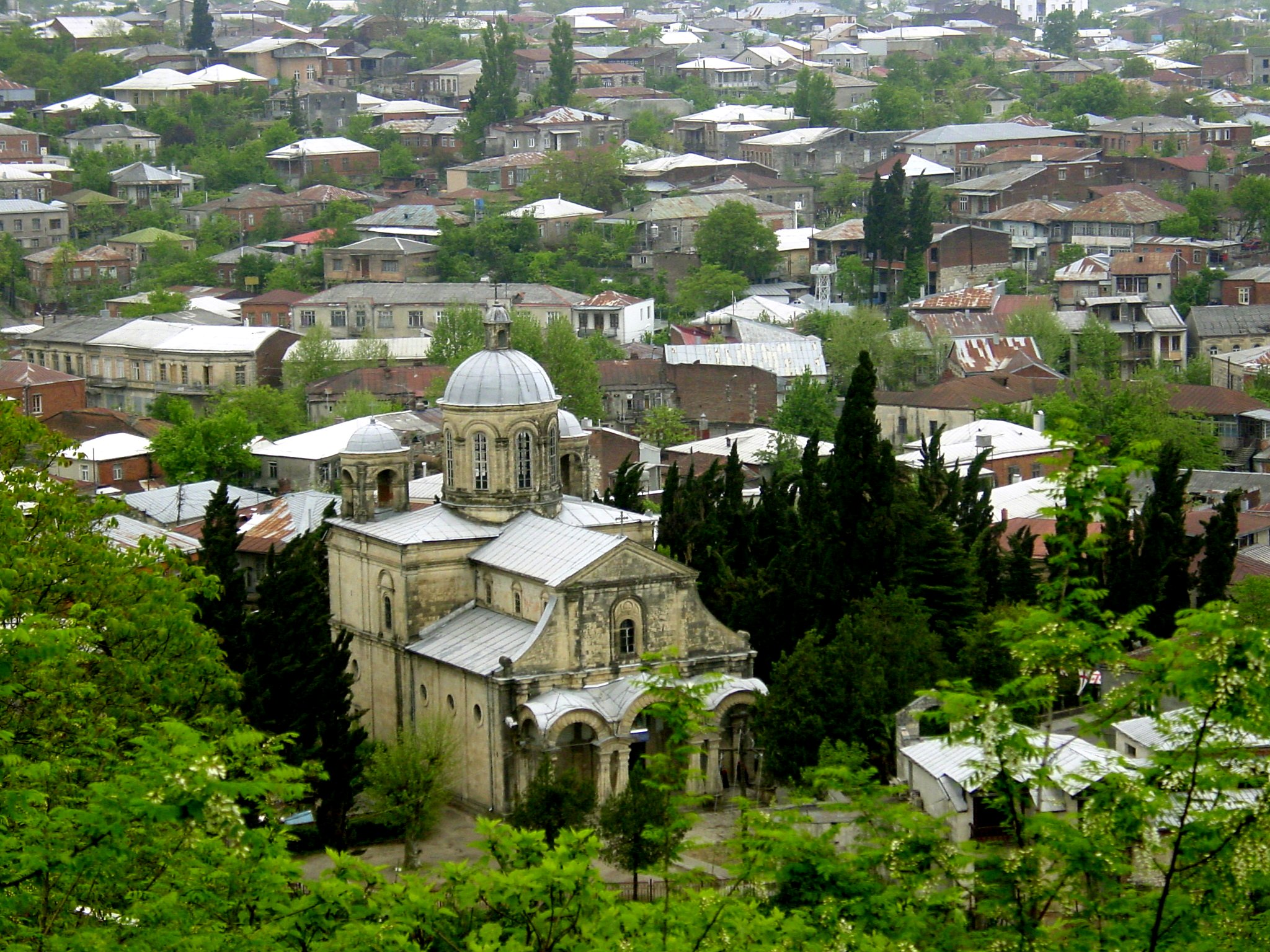
Kutaisi

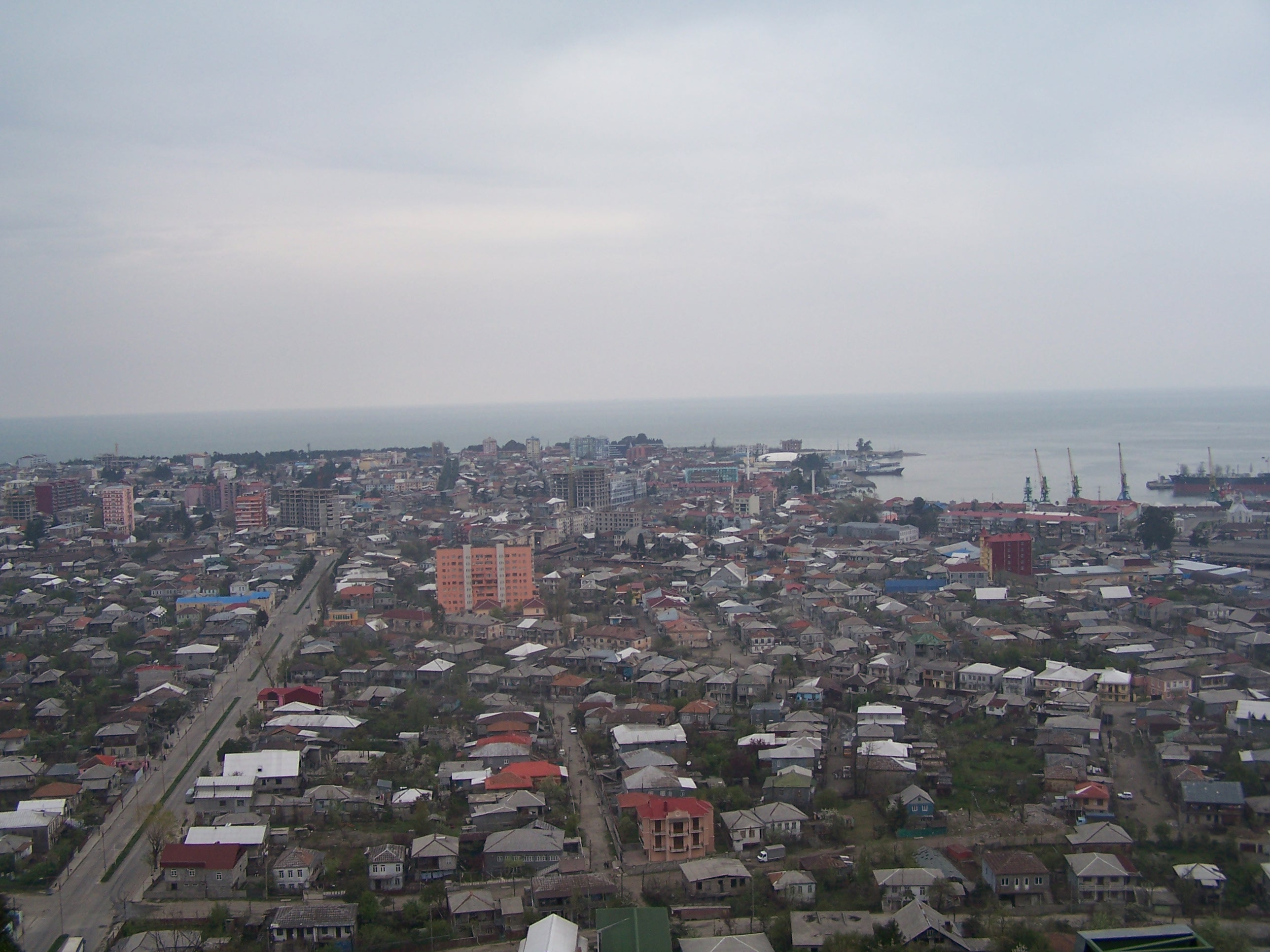
Batoumi

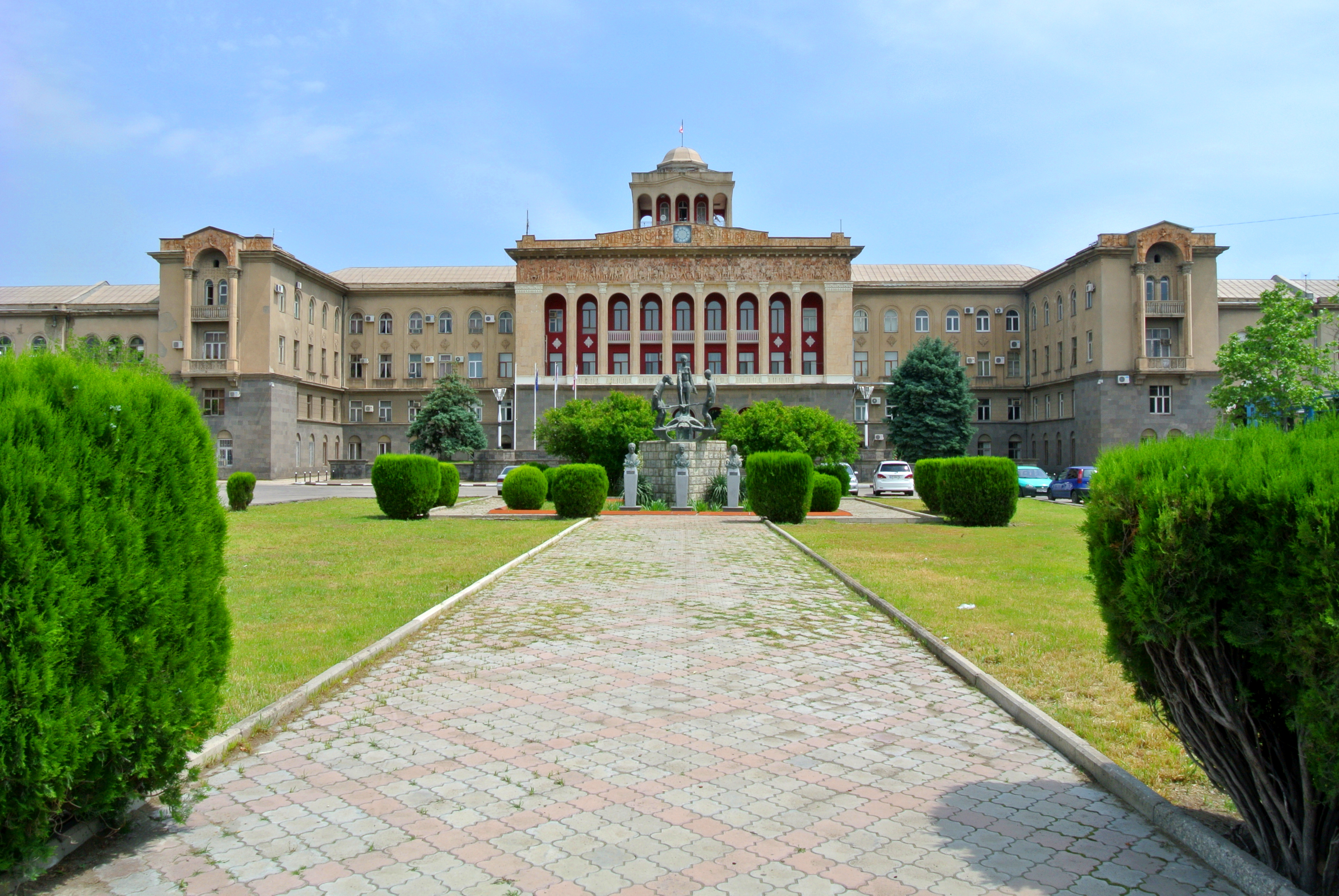
Roustavi

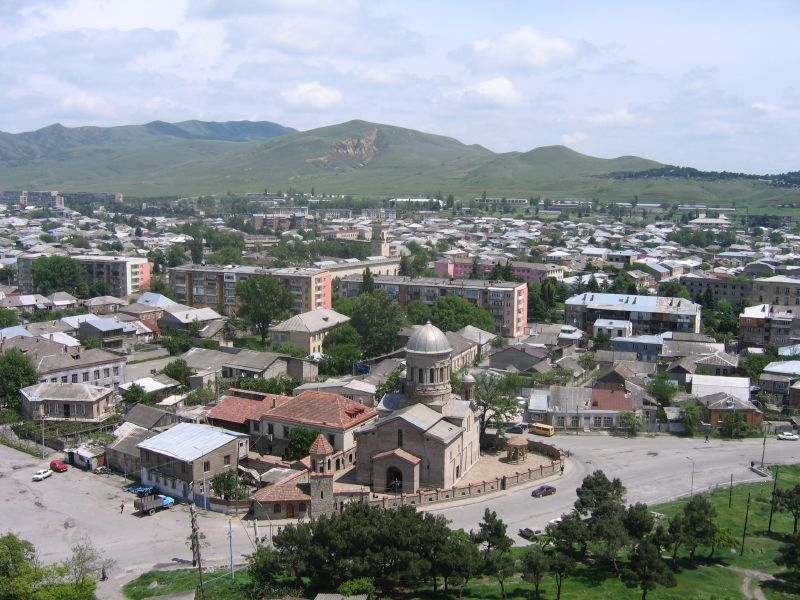
Gori

| Rang | Transcription  | Géorgien   | Rec. 1989 | Rec. 2002 | Cal. 2008 | Cal. 2019 | Région                                |
| ---- | -------------- | ---------- | --------- | --------- | --------- | --------- | ------------------------------------- |
| 1    | Tbilissi       | თბილისი    | 1.243.150 | 1.081.679 | 1.131.618 | 1.171.100 | Tbilissi                              |
| 2    | Batoumi        | ბათუმი     | 136.930   | 121.806   | 122.094   | 166.000   | Adjarie                               |
| 3    | Koutaïssi      | ქუთაისი    | 232.510   | 185.965   | 196.939   | 138.200   | Iméréthie                             |
| 4    | Roustavi       | რუსთავი    | 159.016   | 116.384   | 121.272   | 128.300   | Basse Kartlie                         |
| 5    | Gori           | გორი       | 67.787    | 49.516    | 47.502    | 46.000    | Kartlie intérieure                    |
| 6    | Zougdidi       | ზუგდიდი    | 49.614    | 68.894    | 84.563    | 42.000    | Mingrélie-et-Haute-Svanétie           |
| 7    | Poti           | ფოთი       | 50.569    | 47.149    | 47.929    | 41.600    | Mingrélie-et-Haute-Svanétie           |
| 8    | Khachouri      | ხაშური     | 31.717    | 28.560    | 29.258    | 25.200    | Kartlie intérieure                    |
| 9    | Samtredia      | სამტრედია  | 34.255    | 29.761    | 30.005    | 23.800    | Iméréthie                             |
| 10   | Marneouli      | მარნეული   | 27.065    | 20.065    | 19.050    | 22.700    | Basse Kartlie                         |
| 11   | Zestaponi      | ზესტაფონი  | 25.891    | 24.158    | 25.399    | 20.700    | Iméréthie                             |
| 12   | Telavi         | თელავი     | 27.848    | 21.805    | 20.943    | 19.600    | Kakhétie                              |
| 13   | Senaki         | სენაკი     | 28.938    | 28.082    | 29.846    | 19.300    | Mingrélie-et-Haute-Svanétie           |
| 14   | Kobouleti      | ქობულეთი   | 20.637    | 18.556    | 18.426    | 17.200    | Adjarie                               |
| 15   | Akhaltsikhé    | ახალციხე   | 24.650    | 18.452    | 17.577    | 16.900    | Samtskhé-Djavakhétie                  |
| 16   | Ozourguéti     | ოზურგეთი   | 23.279    | 18.705    | 18.027    | 14.500    | Gourie                                |
| 17   | Kaspi          | კასპი      | 17.138    | 15.233    | 15.450    | 13.000    | Kartlie intérieure                    |
| 18   | Tchiatoura     | ჭიათურა    | 28.920    | 13.835    | 11.570    | 12.600    | Iméréthie                             |
| 19   | Gardabani      | გარდაბანი  | 17.035    | 11.858    | 11.010    | 11.300    | Basse Kartlie                         |
| 20   | Bordjomi       | ბორჯომი    | 17.664    | 14.445    | 14.215    | 11.100    | Samtskhé-Djavakhétie                  |
| 21   | Sagaredjo      | საგარეჯო   | 14.439    | 12.566    | 12.681    | 10.600    | Kakhétie                              |
| 22   | Tskhaltubo     | წყალტუბო   | 17.393    | 16.841    | 17.880    | 9.700     | Iméréthie                             |
| 23   | Tqibuli        | ტყიბული    | 21.994    | 14.464    | 12.975    | 9.200     | Iméréthie                             |
| 24   | Kvareli        | ყვარელი    | 11.171    | 9.045     | 8.825     | 8.600     | Kakhétie                              |
| 25   | Khoni          | ხონი       | 14.298    | 11.315    | 11.044    | 8.500     | Iméréthie                             |
| 26   | Bolnissi       | ბოლნისი    | 14.889    | 9.944     | 8.958     | 8.200     | Basse Kartlie                         |
| 27   | Akhalkalaki    | ახალქალაქი | 15.192    | 9.802     | 9.288     | 7.900     | Samtskhé-Djavakhétie                  |
| 28   | Surami         | სურამი     | 6.442     | 9.773     | 10.371    | 7.700     | Kartlie intérieure                    |
| 29   | Gourdjaani     | გურჯაანი   | 12.594    | 10.029    | 9.655     | 7.700     | Kakhétie                              |
| 30   | Mtskheta       | მცხეთა     | ...       | ...       | ...       | 7.600     | Mtskheta-Mtianeti                     |
| 31   | Kareli         | ქარელი     | ...       | ...       | ...       | 6,900     | Kartlie intérieure                    |
| 32   | Doucheti       | დუშეთი     | ...       | ...       | ...       | 6.700     | Mtskheta-Mtianeti                     |
| 33   | Akhmeta        | ახმეტა     | 8.850     | 8.571     | 9.156     | 6.600     | Kakhétie                              |
| 34   | Lantchkhouti   | ლანჩხუთი   | ...       | ...       | ...       | 6.300     | Gourie                                |
| 35   | Satchkhere     | საჩხერე    | ...       | ...       | ...       | 5.900     | Iméréthie                             |
| 36   | Lagodekhi      | ლაგოდეხი   | ...       | ...       | ...       | 5.700     | Kakhétie                              |
| 37   | Kazreti        | კაზრეთი    | ...       | ...       | ...       | 5,500     | Basse Kartlie                         |
| 38   | Vale (en)      | ვალე       | ...       | ...       | ...       | 5.300     | Samtskhé-Djavakhétie                  |
| 39   | Lentekhi       | ლენტეხი    | ...       | ...       | 9.468     | 4.200     | Ratcha-Letchkhoumie et Basse Svanétie |
| 40   | Tsalendschicha | წალენჯიხა  | 9.317     | 8.956     | 9.540     | 3.200     | Mingrélie-et-Haute-Svanétie           |

## Villes d'Abkhazie
| Transcription | Géorgien    | Rec. 1989 | Rec. 2002 | Cal. 2008 | Région   | Division locale         |
| ------------- | ----------- | --------- | --------- | --------- | -------- | ----------------------- |
| Soukhoumi     | სოხუმი      | 121.406   | 43 000    | 41.222    | Abkhazie | Soukhoumi (district)    |
| Tqwarcheli    | ტყვარჩელი   | 21.578    | ...       | 16.223    | Abkhazie | Otchamtchiré (district) |
| Otchamtchire  | ოჩამჩირე    | 20.379    | ...       | 13.969    | Abkhazie | Otchamtchiré (district) |
| Gali          | გალი        | 15.687    | ...       | 10.632    | Abkhazie | Gali (district)         |
| Goudaouta     | გუდაუთა     | 15.264    | ...       | 10.536    | Abkhazie | Goudaouta (district)    |
| Pitsunda      | ბიჭვინთა    | 11.030    | ...       | 8.615     | Abkhazie | Gagra (district)        |
| Gagra         | გაგრა       | 26.636    | ...       | 8.089     | Abkhazie | Gagra (district)        |
| Goulrypchi    | გულრიფში    | 11.802    | ...       | 8.014     | Abkhazie | Goulrypchi (district)   |
| Nouvel Athos  | ახალი ათონი | 3200      | ...       | 3700      | Abkhazie | Goudaouta (district)    |

## Villes d'Ossétie du Sud
| Transcription | Géorgien | Rec. 1989 | Rec. 2002 | Cal. 2008 | Région             | Division locale     |
| ------------- | -------- | --------- | --------- | --------- | ------------------ | ------------------- |
| Tskhinvali    | ცხინვალი | 42.934    | ...       | 34.763    | Kartlie intérieure | Gori (municipalité) |